# Uluru
Uluru, s diakritikou přesněji Uluṟu – výsl. [uluɻu] známý také jako Ayers Rock, Oolora'', The Rock, Ayersova skála je objemný pískovcový monolit. Jedná se o jednolitý pískovcový útvar ležící ve středu australského kontinentu na domorodém území v Severním teritoriu, v Národním parku Uluru-Kata Tjuta. Uluru je název domorodého původu v jazyce pitjantjatjara a znamená Stinné místo.[zdroj?] Národní park Uluru-Kata Tjuta byl zapsán na seznam Světového dědictvi UNESCO ve dvou fázích - v roce 1987 na seznam památek přírodního dědictví a v roce 1994 na seznam světového kulturního dědictví. Na seznam národních kulturních památek Austrálie byl Národní park Uluru - Kata Tjuta zapsán 21. května 2007.
Monolit ční do výše 348 metrů nad okolní rovinatou krajinu a do země zasahuje až 5 km hluboko. Dlouhý je 3,6 km a široký 2,4 km. Geologické stáří je až 600 mil. let. Pískovec Ayersovy skály je bohatý na horniny obsahující aluminium a křemičitany. Tím získává načervenalý nádech. Celý objekt je znám tím, jak během dne mění své barvy od oranžové přes jantarovou až ke karmínové, tak jak postupují sluneční paprsky. Při západu slunce má barvu nejvíce oranžovou. Celá skála je rozryta brázdami, po kterých stéká povrchová voda.
Okolo celého útvaru vede několik různě dlouhých tras. Podél těchto cest se nachází spousta domorodých kreseb a posvátných míst oddělených od okolí plotem. Vstup do ohrazeného prostoru je považován za přečin. Přesto je v blízkosti hory postaven luxusní hotel Longitude 131° jako skupina patnácti domečků ve stylu stanů.[zdroj?]

## Kulturní a náboženský význam
Pískovcový útvar má nesmírný kulturní a náboženský význam pro zdejší domorodce (Anangy). Celé území okolo útvarů Ayers Rock a Kata Tjuta patřilo odpradávna lidu Anangů a zároveň je křižovatkou domorodých cest stvoření:
- Mala (klokan pruhovaný)
- Liru (jedovatý had)
- Koniya (krajta)
- Kurpany (psí netvor)

Tyto cesty jsou pro lid Anangů velice důležité.
Celá posvátná oblast byla Anangům v roce 1985 australskou vládou navrácena. Od téhož roku je zapsána do Seznamu světového kulturního a přírodního dědictví UNESCO.
Od 26. 10. 2019 je hora pro návštěvníky uzavřena. Jako alternativa se nabízí turistická trasa kolem Uluru. Po obvodu hory se nalézají místa spojená s rituály Anangů, kam se v rámci respektu k jejich kultuře nesmí vstupovat a kde je fotografování zakázáno.

## Historie
Podle domorodé tradice stvořili Ayers Rock dva chlapci, kteří si zde po velkém lijáku hráli s blátem.[zdroj?]
Prvním Evropanem, jenž spatřil Uluru, byl cestovatel Ernest Giles v roce 1872. Na vrchol jako první vystoupil William Gosse v roce 1873 a skálu pojmenoval na počest jihoaustralského politika sira Henryho Ayerse – Ayers Rock. V roce 1984 byl nedaleko Uluru otevřen pro turisty, co chtějí navštívit Uluru resort zvaný Yulara. Roku 1985 byla Ayersova skála vrácena původním obyvatelům (Aboriginům), aby se o ni starali jako o součást Národního parku Uluru-Kata Tjuta. V roce 1993 byla skála oficiálně přejmenována na Ayers Rock / Uluṟu a stala se tak prvním objektem v Severním teritoriu, který dostal dvojí jméno. V roce 2002 byly tyto názvy na žádost Regionálního sdružení cestovního ruchu v Alice Springs obráceny a skála převzala oficiální název Uluṟu / Ayers Rock. Skála se tudíž může nazývat buď jedním nebo druhým jménem, avšak v rámci Národního parku Uluru-Kata Tjuta se používá pouze název Uluru.

## Galerie

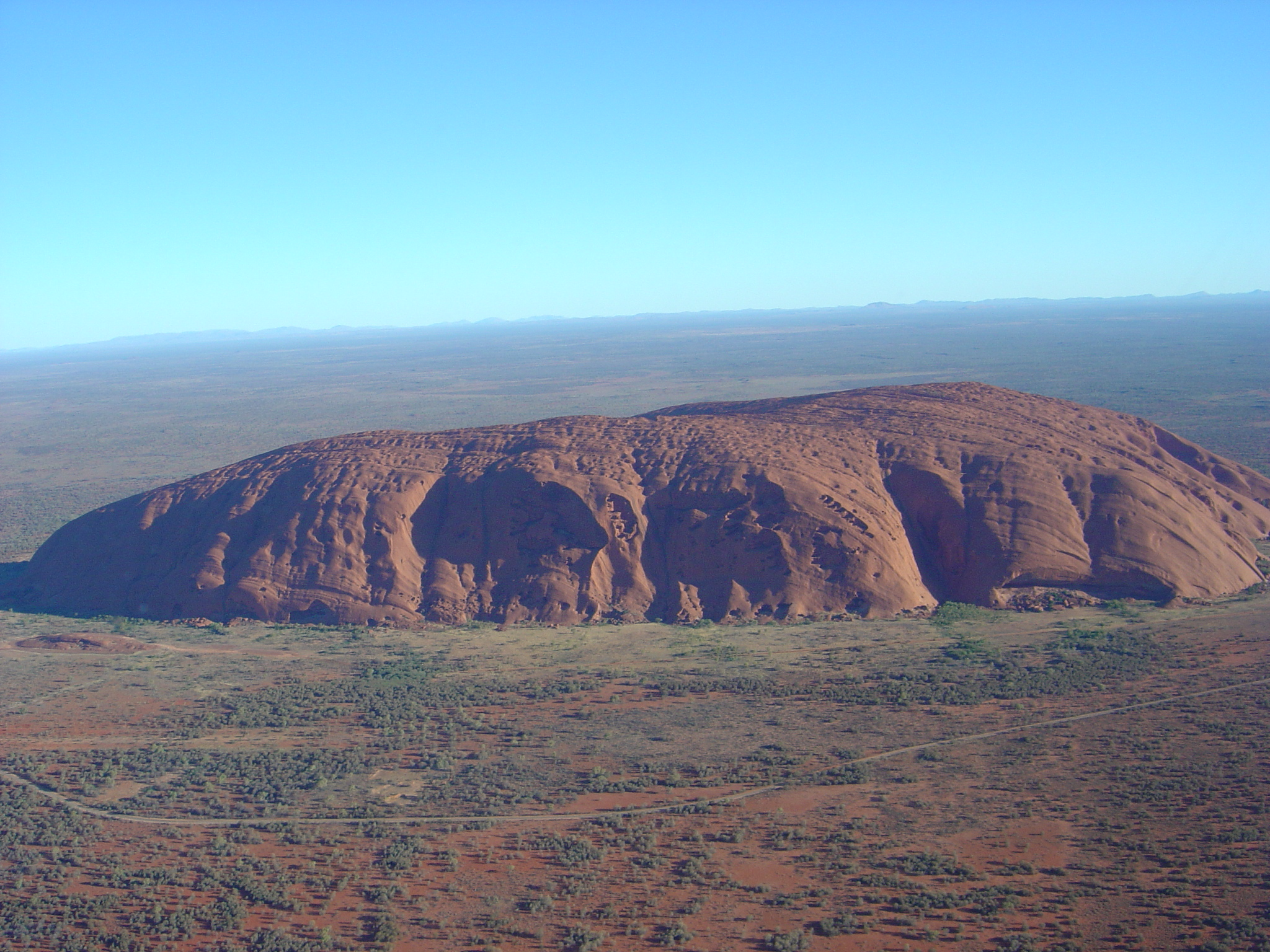
Letecký snímek skály
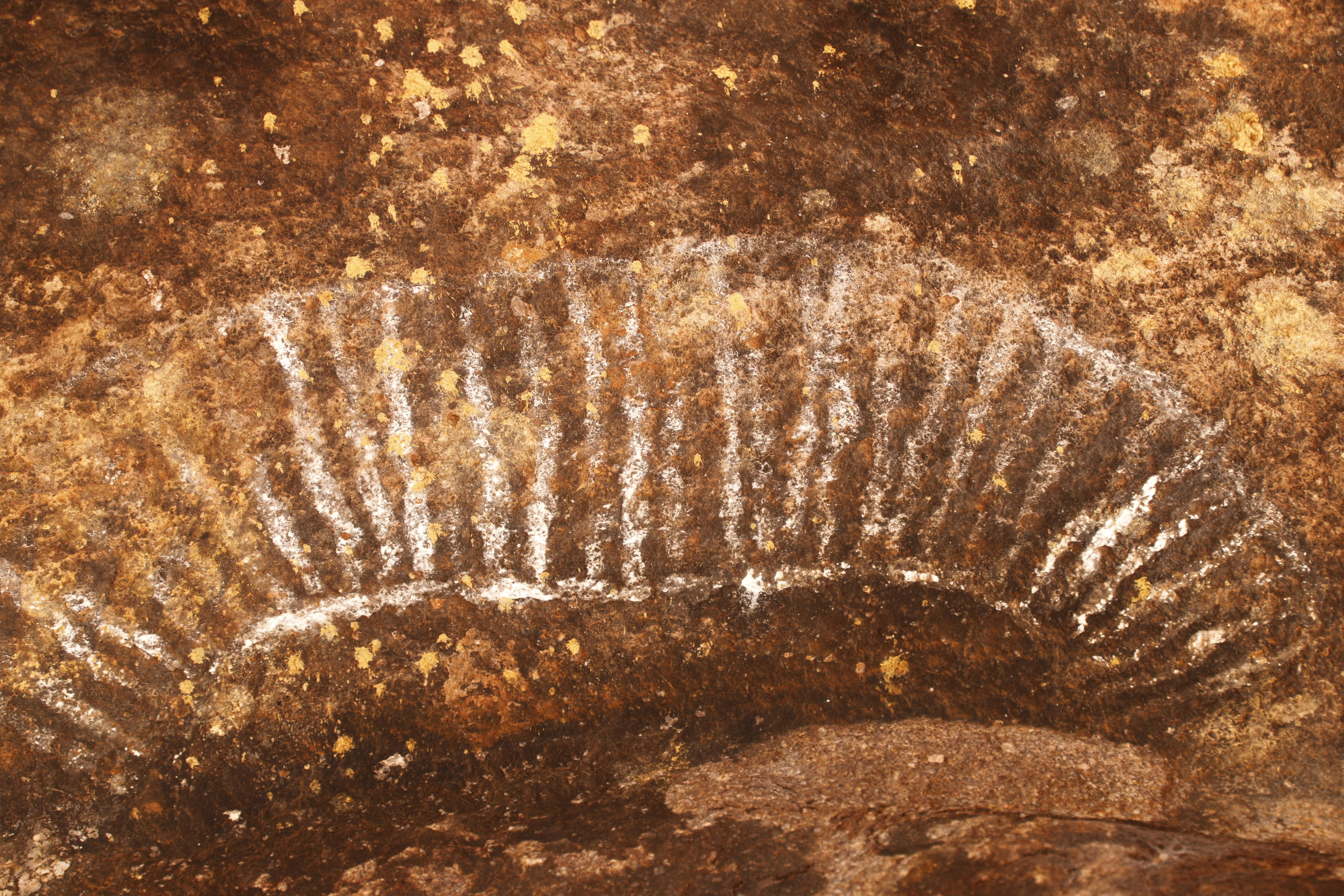
Skalní kresby
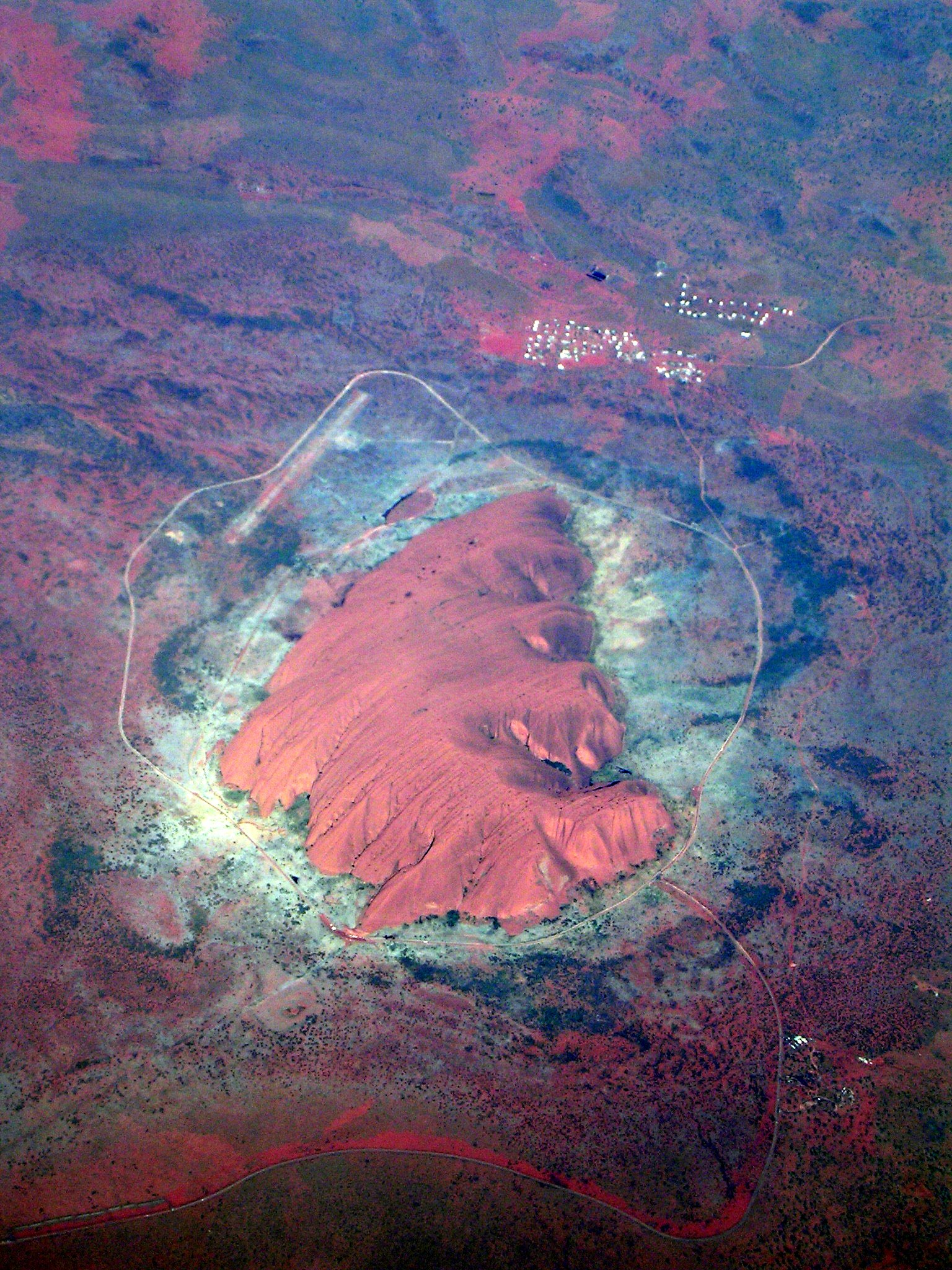
Pohled z ptačí perspektivy
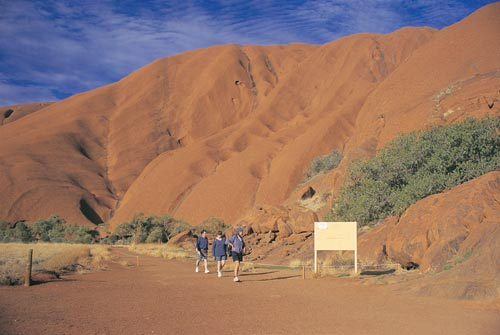
Cesta Mala
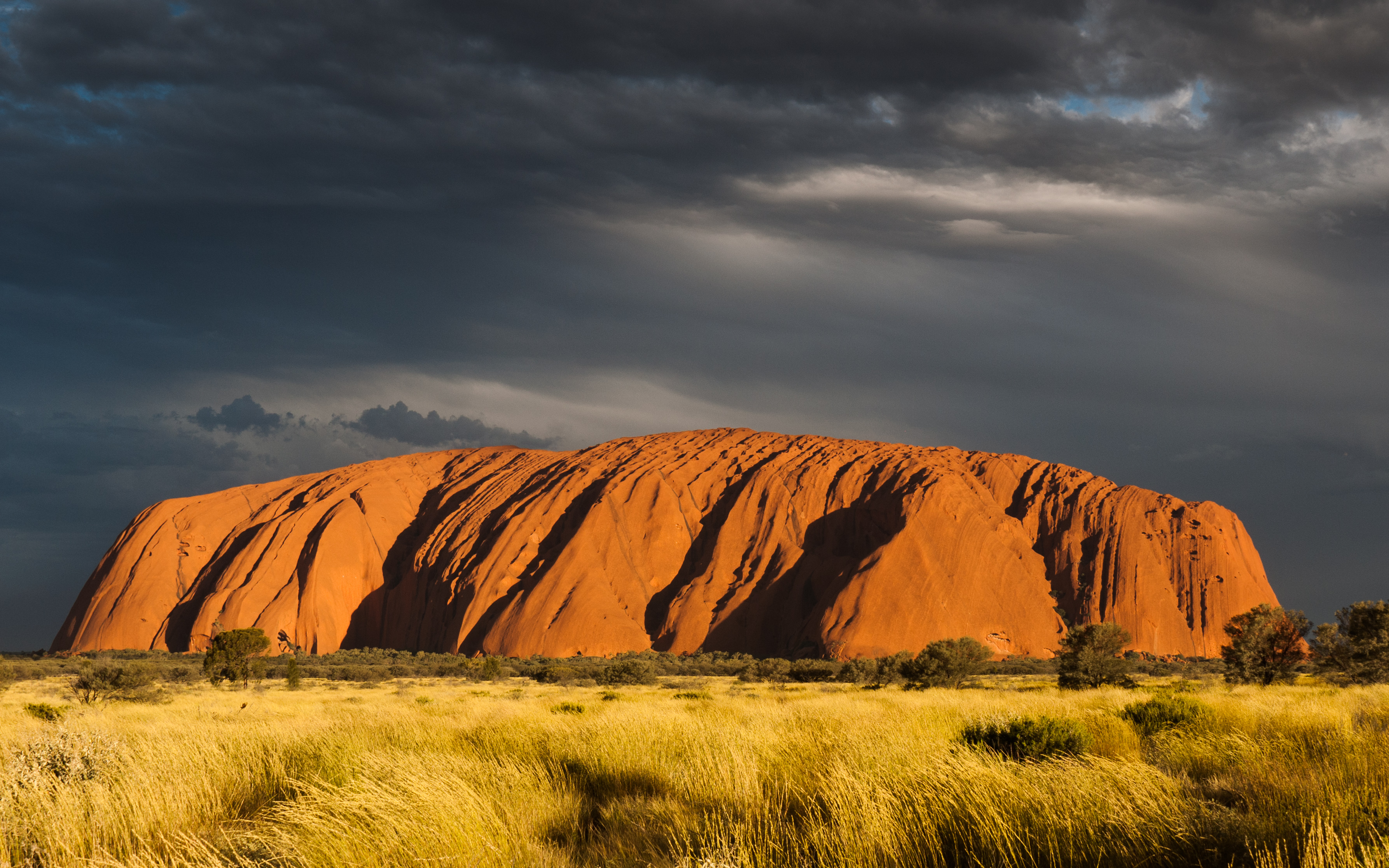
Při západu slunce